# یانتسویل (ایندیانا)
یانتسویل (به انگلیسی: Yountsville) یک منطقهٔ مسکونی در ایالات متحده آمریکا است که در شهرستان مونتگومری، ایندیانا واقع شده‌است. یانتسویل ۲۲۱٫۹ متر بالاتر از سطح دریا واقع شده‌است.